# Hal Ketchum
Hal Michael Ketchum, född 9 april 1953 i Greenwich i Washington County, New York, död 23 november 2020 i Fischer i Comal County, Texas, var en amerikansk countrymusiker, sångare och låtskrivare.
Som 15-åring började Ketchum spela trummor på klubbar. 1981 flyttade han till Austin, Texas där han började sjunga och skriva egna låtar och under mitten av 80-talet spelade han på klubbar i Texas. Han spelade även in en skiva som släpptes på ett mindre skivbolag. Därefter flyttade han till Nashville och fick skivkontrakt med Curb Records. 1991 utkom hans skiva Past the Point of Rescue och blev känd då två av låtarna från skivan nådde andraplatsen på Billboards countrysingellista. Skivan fick också guldcertifiering av RIAA. Denna skiva följdes av en rad andra skivor och 1996 släpptes hans första samlingsskiva, The Hits. 1994 upptogs han som den 71:e medlemmen i Grand Ole Opry. Han medverkade också i en biroll i filmen Maverick (1994) och framförde en låt på filmens soundtrack. Dessförinnan medverkade han i filmen Heartbreak Hotel (1988).
Han led av multipel skleros.

## Diskografi
Studioalbum
- Threadbare Alibies (1988)
- Past the Point of Rescue (1991)
- Sure Love (1992)
- Every Little Word (1994)
- I Saw the Light (1998)
- Awaiting Redemption (1999)
- Lucky Man (2001)
- King of Love (2003)
- One More Midnight (2007)
- Father Time (2008)

Samlingsalbum
- The Hits (1996)
- Greatest Hits (2008)